# Биток, Пол
Пол Биток — кенийский бегун на длинные дистанции.
Родился в деревне Килибвони, провинция Рифт-Валли. Профессиональную спортивную карьеру начал в 1988 году, когда занял 9-е место на чемпионате мира среди юниоров. На Олимпийских играх в Барселоне выиграл серебряную медаль на дистанции 5000 метров, уступив победителю Дитеру Бауманну всего 0,19 секунд. Занял 8-е место на чемпионате мира 1993 года в беге на 5000 метров. На Олимпиаде 1996 года вновь финишировал 2-м, проиграв лишь 0,2 секунды бурундийскому стайеру Венусте Нийонгабо.
Двукратный серебряный призёр чемпионатов мира в помещении на дистанции 3000 метров в 1997 и 1999 годах. В 2001 году стал победителем финала гран-при ИААФ в беге на 3000 метров, а в 2002 году выиграл серебряную медаль.
Чемпион Африки 2002 года в беге на 5000 метров с результатом 13.31,95.

## Личная жизнь
Женат на легкоатлетке Паулине Конга.